# Остапенко, Сергей Семёнович
Сергей Семёнович Остапенко (род. 5 июня 1952, Киев, СССР) — американский учёный-физик и предприниматель украинского происхождения, основатель компании Ultrasonic Technologies, Inc. Доктор физико-математических наук (1992).
В СССР получил известность, как юный актёр, в 1964 году исполнивший роль Мальчиша-Кибальчиша в фильме «Сказка о Мальчише-Кибальчише».

## Биография
Родился 5 июня 1952 года в Киеве (Украинская ССР).
До роли Мальчиша-Кибальчиша в 1958 году Сергей сыграл октябрёнка Альку в фильме «Военная тайна» (также по Аркадию Гайдару).
Получил высшее физико-математическое образование в МФТИ (1969-1975), вернулся в Киев, защитил кандидатскую (1979) и докторскую (1992) диссертации в Институте Полупроводников АН УССР (г. Киев). Стажировался в Институте Макса Планка (г. Штутгарт, 1989-1990). 
После распада СССР эмигрировал в США, живёт во Флориде, в пригороде города Тампа. Преподавал в Университете Южной Флориды.
Основатель и президент компании Ultrasonic Technologies, Inc..

## Семья и личная жизнь
Жена — Анна Остапенко (1952), дети: сын Андрей (1975) и  дочь Марина (1978).

## Фильмография
| Год  |     | Название                     | Роль                             |  |
| ---- | --- | ---------------------------- | -------------------------------- |  |
| 1958 | ф   | Военная тайна                | октябрёнок Алька                 |  |
| 1964 | ф   | Сказка о Мальчише-Кибальчише | Мальчиш-Кибальчиш                |  |
|      | док |                              | Оригинальное название неизвестно |  |